# Komariv, Strîi
Komariv (în ucraineană Комарів) este un sat în comuna Pidhirți din raionul Strîi, regiunea Liov, Ucraina.

## Demografie
Componența lingvistică a localității Komariv
     Ucraineană (100%)
Conform recensământului din 2001, toată populația localității Komariv era vorbitoare de ucraineană (100%).